# Liste der Kulturgüter in Zell LU
Die Liste der Kulturgüter in Zell LU enthält alle Objekte in der Gemeinde Zell im Kanton Luzern, die gemäss der Haager Konvention zum Schutz von Kulturgut bei bewaffneten Konflikten, dem Bundesgesetz vom 20. Juni 2014 über den Schutz der Kulturgüter bei bewaffneten Konflikten sowie der Verordnung vom 29. Oktober 2014 über den Schutz der Kulturgüter bei bewaffneten Konflikten unter Schutz stehen.
Objekte der Kategorie A sind im Gemeindegebiet nicht ausgewiesen, Objekte der Kategorie B sind vollständig in der Liste enthalten, Objekte der Kategorie C fehlen zurzeit (Stand: 1. Januar 2023). Unter übrige Baudenkmäler sind zusätzliche Objekte zu finden, die im kantonalen Denkmalverzeichnis verzeichnet und nicht bereits in der Liste der Kulturgüter enthalten sind.

## Kulturgüter
| Foto |                                                                         | Objekt                                       | Kat. | Typ | Standort                                 | Beschreibung |
| ---- | ----------------------------------------------------------------------- | -------------------------------------------- | ---- | --- | ---------------------------------------- | ------------ |
| BW   | Datei hochladen · Wikidata zu Getreidespeicher Grossmatt (Q29785858)    | Getreidespeicher Grossmatt KGS-Nr.: 03925    | B    | G   | Hüswil, Bernstrasse 15.1 635564 / 219733 |              |
| ja   | Datei hochladen · Wikidata zu Katholische Kirche St. Martin (Q29785859) | Katholische Kirche St. Martin KGS-Nr.: 03926 | B    | G   | St. Urbanstrasse 24.2 636721 / 221100    |              |
| ja   | Datei hochladen · Wikidata zu Pfarrhof (Q29785861)                      | Pfarrhof KGS-Nr.: 03927                      | B    | G   | Chilerain 1, 1.1, 1.2 636661 / 221070    |              |
| ja   | Datei hochladen · Wikidata zu Schulhaus (Q29785864)                     | Schulhaus KGS-Nr.: 03928                     | B    | G   | Vogelnestweg 6 636651 / 221190           |              |

## Übrige Baudenkmäler
| ID  | Foto |                 | Objekt                    | Typ | Standort                           | Beschreibung |
| --- | ---- | --------------- | ------------------------- | --- | ---------------------------------- | ------------ |
| 15  | ja   | Datei hochladen | Alte Schmiede             | G   | Bernstrasse 4 636660 / 220668      |              |
| 20a | BW   | Datei hochladen | Speicher auf dem Meierhof | G   | Meierhof 1.3 636090 / 220402       |              |
| 48a | BW   | Datei hochladen | Speicher Vogelsang        | G   | Vogelsang 2.4 636748 / 222688      |              |
| 872 | ja   | Datei hochladen | Wegkapelle Chäppeli       | G   | Luzernstrasse N.N. 636813 / 220688 |              |

Legende: Siehe Legende der Liste der Kulturgüter von nationaler und regionaler Bedeutung. Anstelle der KGS-Nummer wird als Objekt-Identifikator (ID) die Gebäudenummer im kantonalen Denkmalverzeichnis verwendet.